# Аристотелис (летище)
Държавното костурско летище „Аристотелис“ (на гръцки: Κρατικός Αερολιμένας Καστοριάς «Αριστοτέλης») е летище в Западна Македония, Гърция, на територията на дем Хрупища.
Летището е разположено на 5 километра южно от град Костур (Кастория) край град Хрупища (Аргос Орестико). ИАТА-кодът е KSO, а ИКАО-кодът – LGKA. Оперира от март 1971 година.
От летището лети гръцката авиокомпания Олимпик Еърлайнс.